# Lài trâu tán
Lài trâu tán, lài trâu tụ tán hay lài trâu hoa ngù (danh pháp khoc học: Tabernaemontana corymbosa) là một loài thực vật thuộc họ Apocynaceae. Loài này có ở Brunei, Trung Quốc, Indonesia, Lào, Malaysia, Myanmar, Singapore, Thái Lan, và Việt Nam.

## Hình ảnh

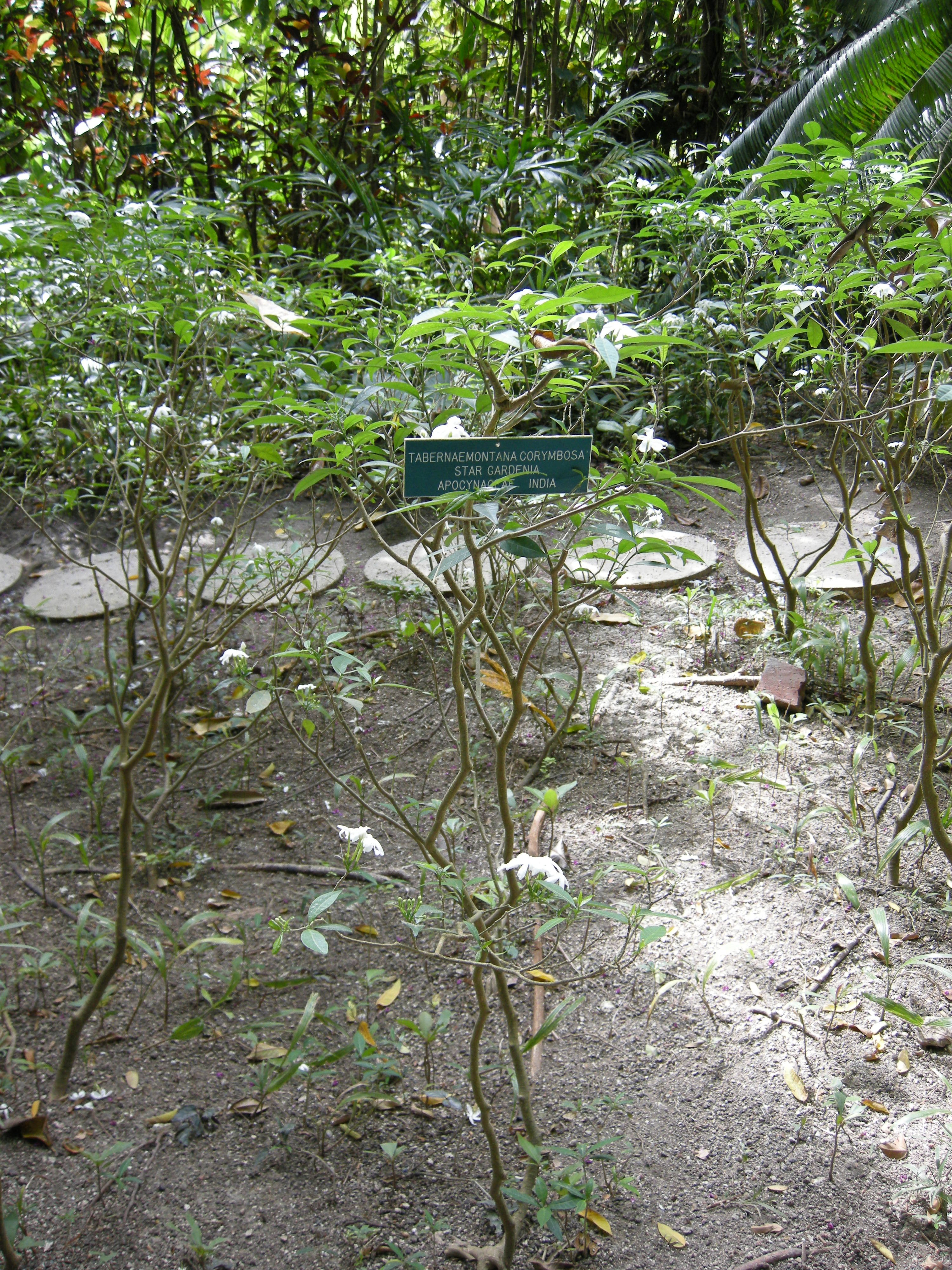